# Bugtirhinus
Bugtirhinus — рід носорогів підродини Elasmotheriinae, ендемічний для Азії в міоцені, що жив з 20 до 16.9 млн років тому.

## Таксономія
Бугтирінус був названий Антуаном і Велкомом (2000). Його тип — попередник Bugtirhinus. Він був призначений Еласмотеріні Ентоні та Велкомом (2000); і до Iranotheriinae Герена та Пікфорда (2003).